# Lauriea
Genre
Lauriea est un genre de crustacés décapodes de la famille des Galatheidae.

## Liste des espèces
Selon World Register of Marine Species (28 septembre 2015) :
- Lauriea adusta Macpherson & Robainas-Barcia, 2013
- Lauriea crucis Macpherson & Robainas-Barcia, 2013
- Lauriea gardineri (Laurie, 1926)
- Lauriea punctata Macpherson & Robainas-Barcia, 2013
- Lauriea siagiani Baba, 1994
- Lauriea simulata Macpherson & Robainas-Barcia, 2013
- Lauriea teresae Macpherson & Robainas-Barcia, 2013

## Publication originale
- (ja) Keiji Baba, « Lauriea, a new genus proposed for Galathea gardineri Laurie (Crustacea, Anomura, Galatheidae) », Memoirs of the Faculty of Education, Kumamoto University, Université de Kumamoto, vol. 19,‎ 21 septembre 1970, p. 51-53 (ISSN 0454-6148, lire en ligne).